# Dai Vernon

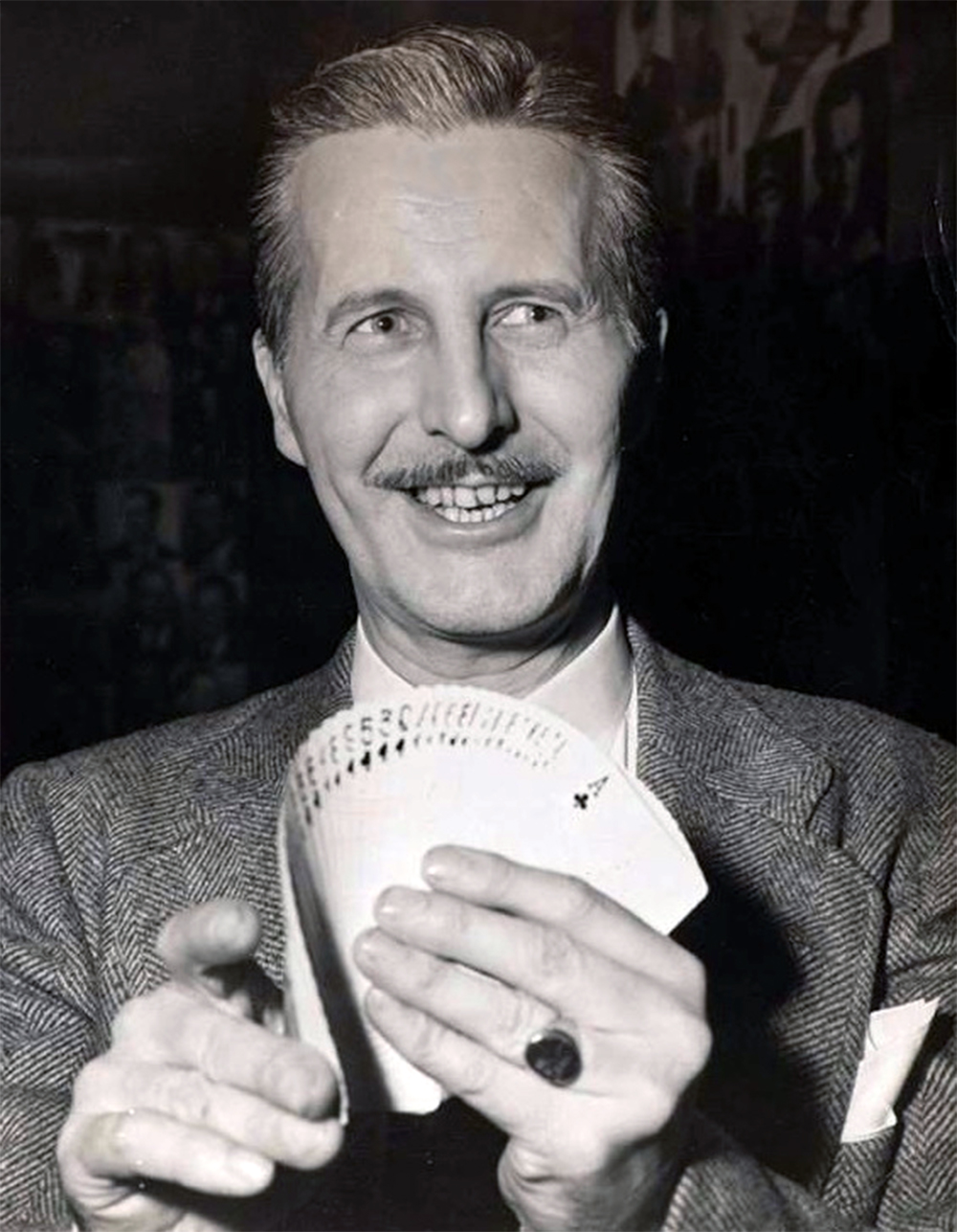
Dai Vernon 1948

David Frederick Wingfield Verner, Dai Vernon, föddes i Ottawa, Ontario, Kanada 11 juni 1894, illusionist.
Han fick sitt smeknamn "Dai" sedan ett tryckfel i en tidning gav honom namnet Dai istället för David. Namnet "Vernon" fick han efter dansaren Vernon Castle som hans fru dansade med i det tidiga 1900-talet. Dai Vernon är den mest inflytelserika magikern under hela 1900-talet.
Magiker kallar honom för Professorn och Mannen som lurade Houdini. Harry Houdini sade att ingen kunde lura honom ifall han fick se ett trick utföras 3 gånger i rad. I Chicago 1919 antog Vernon denna utmaning. Han utförde en version av ett korttrick där ett signerat kort kommer till kortlekens topp oavsett vart man sätter in det i leken (The ambitious card). Vernon gjorde tricket inte mindre än åtta gånger men Houdini hade inte en aning hur han gjorde det. Efter det använde Vernon detta i sin marknadsföring, "He Fooled Houdini". Det var senare som hans vän Garrick Spencer gav honom namnet The Professor. Vernon brydde sig inte så mycket om det fast det är det namnet som han är mest känd under.
Han dog den 21 augusti 1992 i Hollywood vid 98 års ålder.